# Дальбек, Йон
Йон Дальбек (швед. John Dahlbäck; род. 13 октября 1985 в Стокгольме Швеция) — шведский музыкальный продюсер и диджей. Он сотрудничает со своим кузеном Яспером Дальбеком и группами Hugg & Pepp и Pepp & Kaliber.

## Биография
Йон Дальбек — один из владельцев лейблов Pickadol Records и Mutants Records, он сотрудничал с известными исполнителями такими как Себастьян Леджер, Dada Life, Lunde Bros и Albin Myers. Дальбек в сотрудничестве с Hugg & Pepp и Яспером создавали ремиксы песен других диджеев. Он записал ремикс на песню Kleerup «Longing for Lullabies».
Он давал интервью по радио BBC Radio 1 14 октября 2008 года.
В мае 2010 Йон записал дебютный альбом «Mutants». Альбом издавался на лейблах Dim Mak Records, Spinnin’ Records, Big Beat Records, Mix Mash Records, Tool Room и Ultra Records.
С декабря 2021 года, Дальбек занимается в том числе и независимой музыкой, он публикует свои работы в жанре DnB на различные платформы пользуясь несколькими ранее неизвестными псевдонимами.

## Дискография

### Альбомы
- 2005: «Shades of Shadow»
- 2005: «Man For the Fall»
- 2006: «At The Gun Shiw»
- 2008: «Winners & Fools»
- 2010: «Mutants»
- 2011: «Kill The Silence» (as Demure)
- 2016: «Saga»

### Сборники
- 2005: «Warsteiner Club World Club And Lounge vol.1»
- 2007: «Pickaboll’s»
- 2007: «Mar T, Les Schmitz, John Dahlbäck: Amnesia Ibiza The Best Global Club»
- 2009: «Clubbers Guide Ibiza’ 09»
- 2009: «Greatest Hug’s»
- 2010: «Mutants»
- 2012: «Toolroom Knights (Mixed By John Dahlbäck)»

### Синглы
| Год  | Сингл                                             | Позиции в чарте | Позиции в чарте | Позиции в чарте | Альбом  |
| Год  | Сингл                                             | BEL (Vl)        | NED             | SPN             | Альбом  |
| ---- | ------------------------------------------------- | --------------- | --------------- | --------------- | ------- |
| 2006 | «Late Night Worries»                              |                 |                 |                 |         |
| 2006 | «Power 1»                                         |                 |                 |                 |         |
| 2006 | «The Call»                                        |                 |                 |                 |         |
| 2007 | «Blink»                                           | 14 (Ultratop)   | -               | -               |         |
| 2008 | «Pyramid»                                         | 33 (Ultratop)   | 26              | -               |         |
| 2009 | «Out There» (Совместно с Basto!)                  | 6 (Ultratip)    | -               | -               |         |
| 2009 | «Autumn»                                          | 11 (Ultratip)   | -               | -               |         |
| 2011 | «Is This For Love» (При участии Kaliber с Elodie) | -               | -               | 20              | Mutants |
| 2012 | «Start Lovin' You»                                | 99 (Ultratip)   | -               | -               |         |
| 2012 | «Senses»                                          | -               | -               | -               |         |